# Сальенсия (озёра)
Сальенсия (исп. lagos de Saliencia) — группа озёр в Испании, располагающихся в муниципалитете Сомьедо района Овьедо провинции Астурия. Группа включает в себя шесть крупных озёр (Лаго-дель-Валье, Калабасоса, Серверис, Лаго-де-Куэва, Лаго-де-ла-Мина, Себольеу) и группы малых водоёмов Калабасоса.
У озёр построены искусственные дамбы, составляющие систему, регулирующую расход воды на гидроэлектростанции Ла-Мальва.
Среднегодовое количество осадков в бассейне озёр — 1376 мм, средняя температура — 7,4 °С. Продолжительность залегания снежного покрова — 23 дня. В период с декабря по март озёра замерзают.
Озёра Сальенсия находятся на территории национального парка Сомьедо с июня 1988 года.

## Характеристики озёр

### Лаго-дель-Валье
Озеро Лаго-дель-Валье (исп. lago del Valle) находится на высоте 1545 м над уровнем моря. Его глубина достигает 29,2 м. Средняя глубина — 14,7 м. Площадь поверхности равна, по разным данным, 22,9 или 23,7 га, объём воды — 2 млн м³ или 3,36 млн м³. Размеры озера — 709 на 457 м. Площадь водосборного бассейна — 339,6 га. До постройки дамбы являлось небольшим озером 15-метровой глубины, после — значительно увеличилось в размерах. Посреди озера находится небольшой остров площадью 0,2 га.

### Калабасоса
Озеро Калабасоса (исп. Calabazosa) находится на высоте 1630 м над уровнем моря. Его глубина достигает 50 м. Площадь поверхности равна 12,5 га, объём воды — 2,9 млн м³. Является самым глубоким озером Кантабрийских гор. По берегам растут лютики. Планктонное сообщество озера относится к типу Daphnietum longispinae.

### Лаго-де-Ла-Куэва
Озеро Лаго-де-Ла-Куэва (исп. lago de La Cueva) находится на высоте 1570 м над уровнем моря. Его глубина достигает 21 м. Площадь поверхности равна 7,3 га, объём воды — 0,7 млн м³. Планктонное сообщество озера относится к типу Daphnietum longispinae.

### Серверис
Озеро Серверис (исп. Cerveriz) находится на высоте 1640 м над уровнем моря. Его глубина достигает 7 м. Площадь поверхности равна 6,3 га, объём воды — 0,16 млн м³. Планктонное сообщество озера относится к типу Daphnietum longispinae.

### Лаго-де-ла-Мина
Озеро Лаго-де-ла-Мина или Л’Алмагрера — пересыхающее. В дождливое время глубина может достигать 2 м.

## Галерея
- Лаго-дель-Валье
- Лаго-де-ла-Куэва.
- Калабасоса.